# Aleksandr Kabakov
Aleksandr (Alexandr) Abrámovich Kabakov (Novosibirsk, 22 de octubre de 1943 - Moscú, 18 de abril de 2020) fue un escritor ruso que ha cultivado la novela, el cuento y la dramaturgia.

## Biografía
Nació en la familia de un oficial en Novosibirsk, ciudad siberiana a la que su madre había sido evacuada durante la Gran Guerra Patria. Estudió en la facultad de matemáticas de la Universidad de Dnipropetrovsk, ciudad en la que trabajó en una oficina de diseños y proyectos de cohetes. En los sesenta se trasladó a Moscú. 
En 1972, empezó a trabajar como periodista: ha sido corresponsal, vicerredactor jefe, director de revistas y periódicos; en 2007, fue nombrado director de Sakvoiazh SV (Саквояж СВ), la revista de los ferrocarriles rusos. Fue el presidente del jurado del Premio Booker ruso en 2006. 
Ha publicado numerosas novelas y varias colecciones de cuentos posrealistas y algunas de sus obras fueron adaptadas al cine. 
Sus libros han sido traducidos a muchas lenguas, entre ellas el inglés, el francés, el alemán, el italiano, el español, el japonés, el chino, y todas las lenguas escandinavas. 
Ha sido galardonado con diversos premios, entre los que destaca el Premio Gran Libro. 
Kabakov analiza en sus obras los valores espirituales y la moral en situaciones extremas.  

## Obras escogidas
(Entre paréntesis, la traducción literal de los libros no publicados en castellano)
Prosa

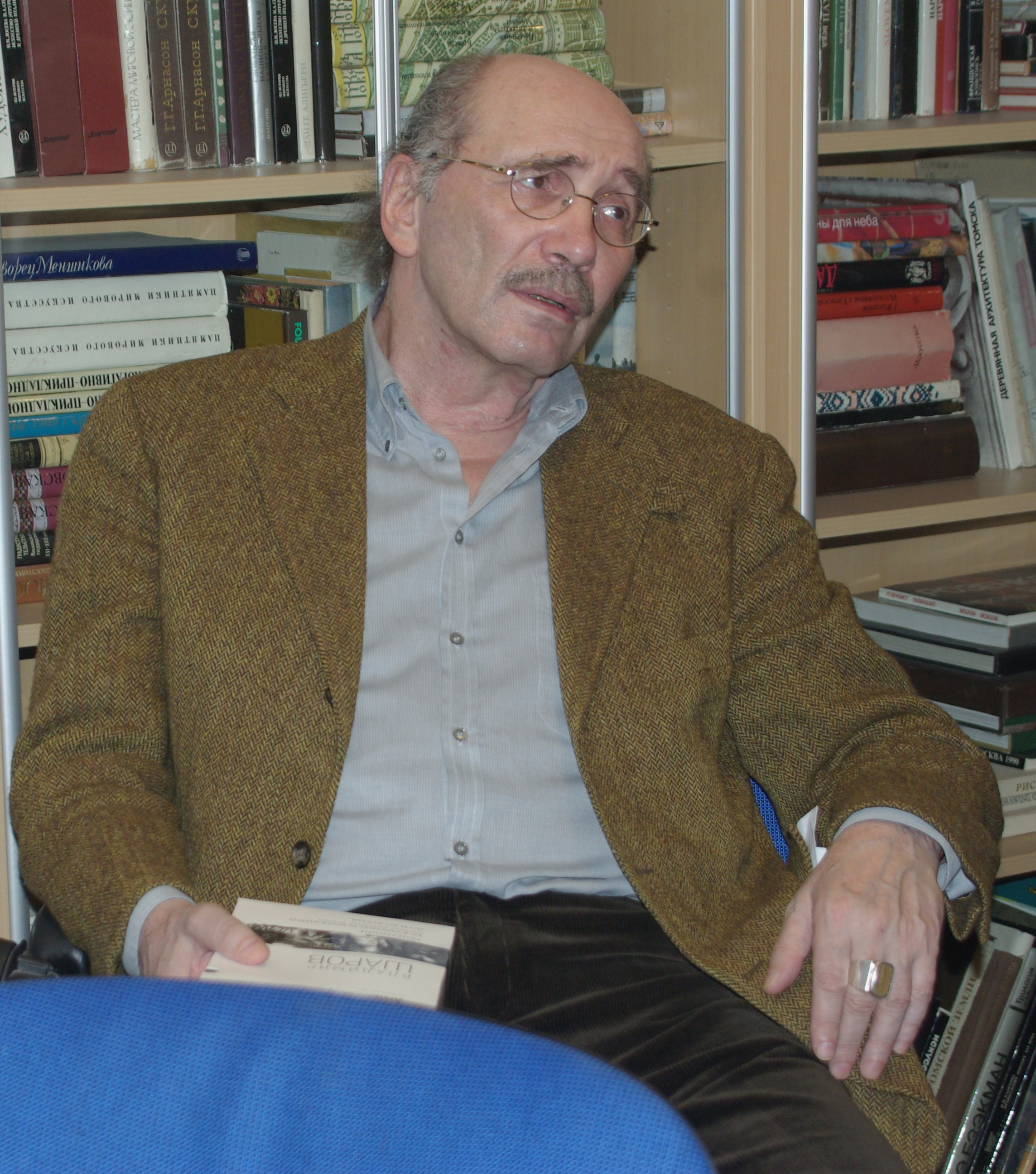
Kabakov en la 11 Feria Internacional Moscovita Non/fiction 2009. En la mano tiene las Obras escogidas en 3 tomos de Vladímir Sharov

- Заведомо ложные измышления (1989) - (Invenciones a todas luces falsas)
- Масло, запятая, холст (1989) (Óleo, coma, lienzo)
- Невозвращенец (1990) – Sin retorno, trad.: Jorge Oneti; Ediciones Libertarias, Madrid, 1990
- Сочинитель (1991) – (El patrañero)
- Ударом на удар, или Подход Кристаповича (1993) – (Recibir el golpe y golpear, o Criterio de Kristapóvich)
- Похождения настоящего мужчины в Москве и других невероятных местах (1993) – (Andanzas de un macho en Moscú y en otros lugares increíbles)
- Последний герой (1995) – (El último héroe)
- Самозванец (1997) – (Un impostor)
- Кафе «”Юность” (1999) – (Café “Juventud”), cuentos
- Зал прилёта (1999) – (Sala de llegada), cuentos
- Бульварный роман (1999) – (Novela vulgar)
- Путешествия экстраполятора и другие сказки (2000) - (Viajes de extrapolador y otros cuentos)
- Считается побег (2001) – (Se considera evasión)
- Все поправимо (2004) – (Todo es reparable)
- Московские сказки (2005) – (Cuentos de Moscú)
- Городские сумерки (2007) – (Atardeceres urbanos)
- Поздний гость (2007) - (Huésped tardío)
- Беглецъ. Дневник неизвестного (2009) – (El fugitivo. Diario de un desconocido)

Piezas de teatro
- Роль хрусталя в семейной жизни (2008) - (La importancia de cristal en la vida familiar)
- Знаки (2008) – (Signos)
- Интенсивная терапия (2008) – (Tratamiento intensivo)

## Premios

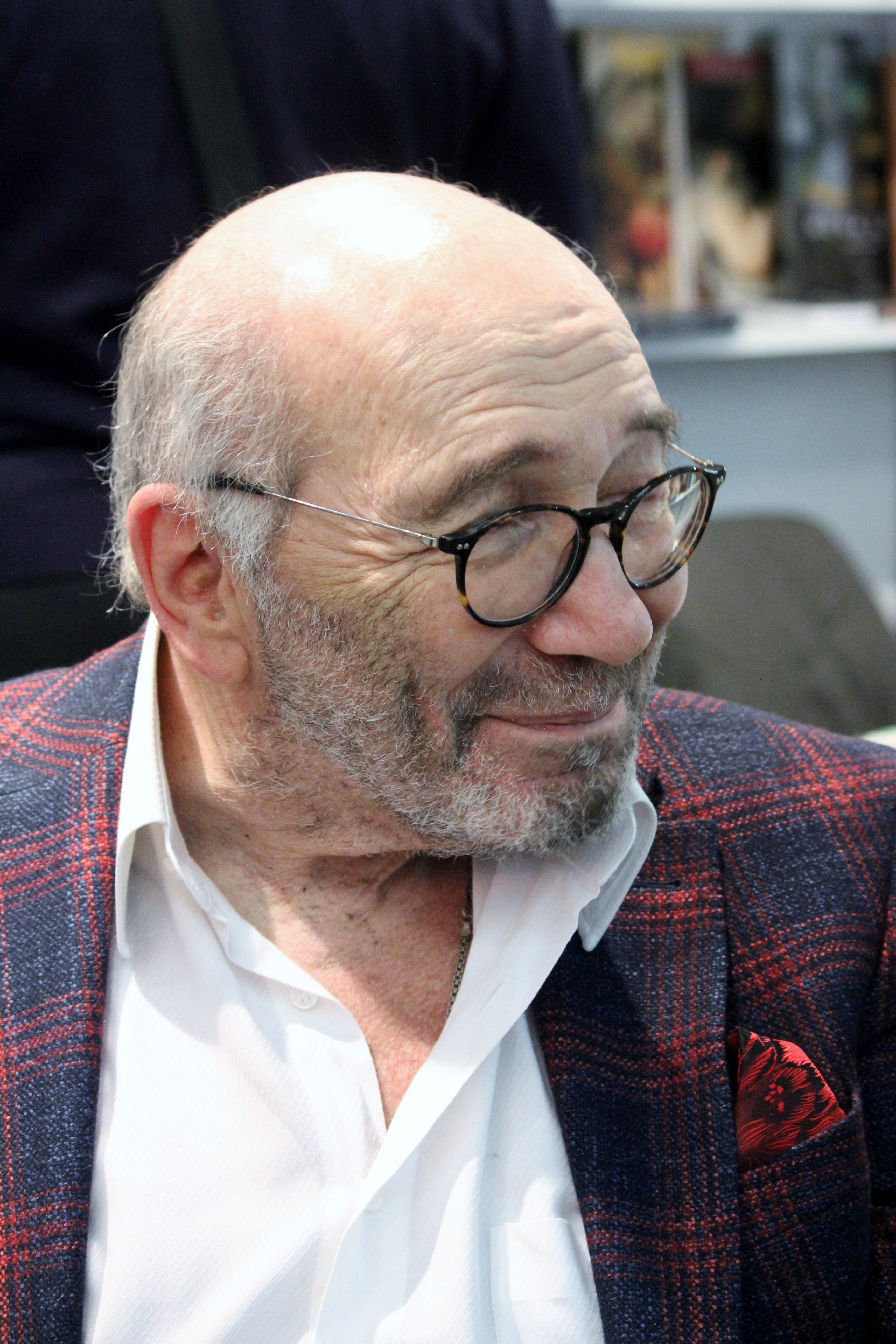
Kabakov en 2018

- Premio Apolón Grigóriev 2005 por Todo es reparable
- Prosa del año 2005 por Cuentos de Moscú
- Premio Iván Bunin 2006 por Cuentos de Moscú
- Premio Gran Libro 2006 (2º lugar) por Todo es reparable

## Adaptaciones cinematográficas
- Aleksandr Kabakov en IMDb